# Stema Austriei
Stema Austriei a fost folosită fără lanțurile rupte începând cu anul 1919. Între anul 1934 și Anexarea Germană din 1938 Austria a folosit o altă stemă, care conținea un vultur cu două capete. La înființarea celei de-a doua Republici, Austria a revenit la veche stemă adăugând niște lanțuri frânte, care simbolizează eliberarea țării.

## Descriere
Simbolurile folosite în stema Austriei sunt următoarele:
- Vulturul: suveranitatea Austriei (introdus în 1919)
- Coroană murală: clasa de mijloc (introdusă în 1919).
- Ciocanul: industria (introdus în 1919)
- Secera: agricultura (introdusă în 1919)
- Lanțurile rupte: eliberarea de sub Germania Nazistă (întrodusă în 1945)

În trecut au avut loc nenumărate discuții politice privind alcătuirea stemei. Principalele probleme erau secera și ciocanul. Acestea erau considerate un simbol al comunismului. Totuși, cercetările au demonstrat că actuala lor simbolistică este cunoscută la scară largă.

## Imagini

Stema Arhiducatului Austriei (1453-1804)
Stema Imperiului Austriac (1804-1867)
Stema Statului Federal Austriac (1934-1938)